# Anodoration claviferum
Espèce
Anodoration claviferum est une espèce d'araignées aranéomorphes de la famille des Linyphiidae.

## Distribution
Cette espèce se rencontre au Brésil dans les États d'Espírito Santo, de São Paulo et du Rio Grande do Sul et en Argentine dans la province de Misiones,.

## Description
Le mâle holotype mesure 1,25 mm et les femelles de 1,15 à 2,25 mm.

## Publication originale
- Millidge, 1991 : Further linyphiid spiders (Araneae) from South America. Bulletin of the American Museum of Natural History, no 205, p. 1-199 (texte intégral).